# The Courting of the Merry Widow
The Courting of the Merry Widow è un cortometraggio muto del 1910. Il nome del regista non viene riportato nei credit del film che fu seguito da un altro cortometraggio dal titolo The Merry Widow Takes Another Partner.

## Trama
Trama di Moving Picture World synopsis in (EN)  su IMDb

## Produzione
Il film fu prodotto dalla Vitagraph Company of America.

## Distribuzione
Distribuito dalla Vitagraph Company of America, il film - un cortometraggio in una bobina - uscì nelle sale cinematografiche statunitensi il 19 marzo 1910.